# Brachyrtacus
Brachyrtacus is een geslacht van Phasmatodea uit de familie Phasmatidae. De wetenschappelijke naam van dit geslacht is voor het eerst geldig gepubliceerd in 1898 door Sharp.

## Soorten
Het geslacht Brachyrtacus is monotypisch en omvat slechts de volgende soort:
- Brachyrtacus celatus Sharp, 1898